# Oucz Gol
Oucz Gol – wieś w Iranie, w ostanie Kurdystan, w szahrestanie Bidżar. W 2006 roku liczyła 122 mieszkańców.